# 저항군 (스타워즈)
저항군(Resistance)은 스타워즈: 깨어난 포스에서 등장한 조직이자 군사 집단이다.

## 상세
엔도 전투와 자쿠 전투이후 은하계 내전이 종전되자 신 은하 공화국과 은하 제국 잔당들이 평화조약을 체결한 후 제국 잔당 세력은 철수하자 잔당들이 다시 일어날 것 쓸 우려해 레아 오르가나가 위협을 의논을 하지만 새로운 은하 공화국은 전쟁 도발자로 취급하고 결국 레아 오르가나가 주도하여 저항군을 창립하고 이후 제국 잔당 세력들이 세운 퍼스트 오더와 대립하게 된다.

## 그 외
4편 ~ 6편에서 등장하는 반란군 연합과는 다른 조직이다.